# Фернанда Вийели
Мария Офелия Вийенаве Гарса (на испански: María Ofelia Villenave Garza), по-позната като Фернанда Вийели (на испански: Fernanda Villeli), е мексиканска писателка и сценаристка, положила началото на мексиканските теленовели.

## Биография
Фернанда Вийели е родена на 14 май 1921 г. в град Мексико. След като завършва гимназия, постъпва в Търговско-икономическия факултет и известно време работи в банка, а по-късно в Международния валутен фонд. След това завършва философия във Философския факултет на Националния автономен университет на Мексико, като посещава курсове по писане при преподавателите Габриел Гарсия Маркес и Уго Аргуейес.
През 50-те години тя започва да пише сценарии за кинопродукции, като впоследствие проправя път на нов жанр - теленовелата. Първата теленовела, произведена в Мексико, е Забранена пътека от 1958 г., чиято история и сценарий са дело на Фернанда Вийели. Общо са заснети 49 нейни произведения. Неведнъж е заявявала, че мексиканската теленовела е преди всичко за забавление и радост на зрителя. Хората, които на моменти преживяват много трудни моменти, се потапят в сюжета и забравят за всичко лошо в света.
Фернанда Вийели е майка на лекаря Роландо Фуентес-Берайн Вийенаве, на дипломатката Сандра Фуентес-Берайн Вийенаве, на журналистката Росана Фуентес-Берайн Вийенаве и на писателката Марсела Фуентес-Берайн Вийенаве.
Фернанда Вийели умира на 1 февруари 2009 г. в град Мексико.

## Творчество

### Теленовели

#### Оригинални истории
- Дневникът на Даниела (1998-1999) с Марсела Фуентес-Берайн
- На ръба на смъртта (1991-1992) с Марсия Янсе
- Бяло и черно (1989)
- Предателство (1984-1985)
- Проклятието (1983-1984)
- Странните пътища на любовта (1981-1982)
- Да се научиш да обичаш (1980-1981)
- Момиче от квартала (1979-1980)
- Сълзи от любов (1979)
- Любовен грях (1978-1979) с Мариса Гаридо
- Запалени страсти (1978-1979) с Мариса Гаридо
- Заветът на любовта (1977) с Мариса Гаридо
- Утре ще бъде друг ден (1976-1977) с Мариса Гаридо
- Противоположни светове (1976-1977) с Мариса Гаридо
- Чудото на живота (1975-1976)
- Непростимо (1975-1976) с Каридад Браво Адамс
- Ана от въздуха (1974)
- През мъглата (1973) с Мариса Гаридо
- Лусия Сомбра (1971)
- Богът от глина (1970)
- Време за прошка (1968)
- Тъга по миналото (1967)
- Не искам сълзи (1967)
- Беден мъж (1967)
- Мания (1967)
- Несигурност (1967)
- Блестящ мираж (1966)
- Любов и гордост (1966)
- Сан Мартин де Порес (1964)
- Мексико 1900 (1964)
- Сервитьорката (1963)
- Вината на родителите (1963)
- Лице в миналото ми (1960)
- Цената на небето (1959)
- Жена ми е разведена (1959)
- Внимавай с ангела (1959)
- Забранена пътека (1958)

#### Адаптации
- Къщата на плажа (2000) оригинал от Енрике Гомес Вадийо
- Синьо (1996) оригинал от Пинки Морис
- Усмивката на дявола (1992) оригинал от Луиса Хамар
- Да умреш, за да живееш (1989) оригинал от Феликс Б. Кайгнет
- Измамата (1986) оригинал от Каридад Браво Адамс
- Право на раждане (1981-1982) оригинал от Феликс Б. Кайгнет
- Изворът на чудесата (1974) оригинал от Висенте Лениеро
- Моят съперник (1973) оригинал от Инес Родена
- Италианско момиче идва да се омъжи (1971) оригинал от Делия Гонсалес Маркес

#### Нови версии, пренаписани от нея
- Право на раждане (2001) с Марсела Фуентес-Берайн, нова версия на Право на раждане
- Сърца без цел (1980) нова версия на Сервитьорката
- Забранена любов (1970) нова версия на Забранена пътека
- Небето е за всички (1979) нова версия на Сан Мартин де Порес
- Болката да обичаш (1966) нова версия на Забранена пътека

#### Нови версии, пренаписани от други
- Проклятието (2023) адаптация от Хосе Алберто Кастро и Ванеса Варела, нова версия на Проклятието
- Забранена пътека (2023) адаптация от Лаура Соса, Летисия Лопес-Маргали и Наюра Арагон, нова версия на Забранена пътека
- Квартална любов (2015) адаптация от Гилермо Кесада, Хосе Енрике Хименес, Мария Аухилио Саладо и Лени Феро, нова версия на Момиче от квартала, като сюжетът се слива с теленовелата Гълъб от Мариса Гаридо
- Винаги ще те обичам (2000) адаптация от Консуело Гаридо, Хеорхина Тиноко и Алберто Аридхис, нова версия на Непростимо
- Съдба (1990) адаптация от Мария Саратини и Витория Саратини, нова версия на Противоположни светове
- Лице в миналото ми (1989-1990) адаптация от Марсия Янсе и Хосефина Палос и Ромо, нова версия на Лице в миналото ми
- Нова зора (1988) адаптация от Кармен Даниелс, нова версия на игралния филм Желанието през есента
- Чужда любов (1983) нова версия на През мъглата

### Сериали
- Жена, случаи от реалния живот (1997)

### Кино
- Смъртоносен кошмар (1980)
- Оставка по здравословни причини (1976)
- Сатанинският (1973)
- Желанието през есента (1972)
- Забранена пътека (1961)